# Rhabidius
Rhabidius es un  género de coleópteros adéfagos de la familia Carabidae.

## Especies
Comprende las siguientes especies:
- Rhabidius camerunensis Basilewsky, 1948
- Rhabidius jeanneli Basilewsky, 1948